# 16-й избирательный округ (Бероун)
16-й избирательный округ (Бероун) — избирательный округ Сената Чехии, расположенный на территории района Бероун,  ограниченный населёнными пунктами Гудлице, Свата, Гржедле, Точник, Подлуги, Жебрак, Тлустице и Горжовице, а также расположенный на территории района Прага-запад, ограниченный на севере населёнными пунктами Чичовице и Тухомержице, ограниченный на юге населёнными пунктами Ржевнице, Добржиховице, Чернолице, Йиловиште, Клинец, Мехенице, Бржезова-Олешко и Окроугло, ограниченный на востоке населёнными пунктами Зволе, Огробец, Долни Бржезаны, Златники-Годковице и Вестец.

## Список представителей округа
| Выборы | Выборы | Сенатор  | Сенатор          | Избирательная партия | Номинирующая партия | Политическая принадлежность | Сайт    |
| ------ | ------ | -------- | ---------------- | -------------------- | ------------------- | --------------------------- | ------- |
|        | 1996   |          | Йиржи Руцкл      | ODA                  | ODA                 | Беспартийный                | Профиль |
|        | 1998   | 4KOALICE | Йиржи Руцкл      | 4KOALICE             | ODA                 |                             | Профиль |
|        | 2004   |          | Йиржи Оберфалзер | ODS                  | ODS                 | ODS                         | Профиль |
|        | 2010   |          | Йиржи Оберфалзер | ODS                  | ODS                 | ODS                         | Профиль |
|        | 2016   | Профиль  | Йиржи Оберфалзер | ODS                  | ODS                 | ODS                         |         |
|        | 2022   | Профиль  | Йиржи Оберфалзер | ODS                  | ODS                 | ODS                         |         |

## Явка избирателей
|  | Наибольшая явка избирателей |  | Наименьшая явка избирателей |

| Год  | % (1 тур) | % (2 тур) |
| ---- | --------- | --------- |
| 1996 | 39,08     | 28,66     |
| 1998 | 52,25     | 24,22     |
| 2004 | 31,24     | 17,31     |
| 2010 | 50,11     | 18,36     |
| 2016 | 35,40     | 15,65     |
| 2022 | 43,40     | 17,07     |